# 청원군수
청원군수는 충청북도 청원군의 군수이다. 과거 대한민국에 존재했던 기초자치단체장이다. 2014년 청원군 지역이 청주시로 통합되면서 폐지되었다.
| 선출 방식 | 대수   | 이름                            | 임기                             |
| --------- | ------ | ------------------------------- | -------------------------------- |
| 관선      | 초대   | 손상현                          | 미상(광복 이후)                  |
| 관선      | 2대    | 이성직                          | 미상(광복 이후)                  |
| 관선      | 3대    | 곽의영                          | 미상(광복 이후)                  |
| 관선      | 4대    | 한정구                          | 1948년 5월 20일~1949년 6월 12일  |
| 관선      | 5대    | 윤갑                            | 1949년 6월 13일~1952년 11월 8일  |
| 관선      | 6대    | 서정국                          | 1952년 11월 13일~1956년 9월 20일 |
| 관선      | 7대    | 김용은                          | 1956년 9월 21일~1957년 12월 25일 |
| 관선      | 8대    | 서정국                          | 1957년 12월 26일~1960년 5월 12일 |
| 관선      | 9대    | 심정섭                          | 1960년 5월 13일~1960년 11월 23일 |
| 관선      | 10대   | 김문배                          | 1960년 11월 30일~1961년 6월 30일 |
| 관선      | 11대   | 조직상                          | 1961년 6월 30일~1961년 8월 30일  |
| 관선      | 12대   | 이학래                          | 1961년 2월 2일~1963년 1월 1일    |
| 관선      | 13대   | 김봉석                          | 1963년 1월 1일~1966년 5월 22일   |
| 관선      | 14대   | 이학래                          | 1966년 5월 23일~1968년 4월 30일  |
| 관선      | 15대   | 김증한                          | 1968년 5월 1일~1969년 5월 1일    |
| 관선      | 16대   | 정대용                          | 1969년 5월 25일~1970년 7월 27일  |
| 관선      | 17대   | 채동환                          | 1970년 7월 28일~1970년 11월 26일 |
| 관선      | 18대   | 정대용                          | 1970년 11월 28일~1971년 8월 20일 |
| 관선      | 19대   | 강태봉                          | 1971년 8월 21일~1973년 7월 27일  |
| 관선      | 20대   | 최태하                          | 1973년 8월 13일~1976년 4월 21일  |
| 관선      | 21대   | 안영국                          | 1976년 4월 22일~1980년 7월 17일  |
| 관선      | 22대   | 이상용                          | 1980년 7월 18일~1982년 9월 17일  |
| 관선      | 23대   | 신양호                          | 1982년 9월 18일~1985년 3월 10일  |
| 관선      | 24대   | 최종규                          | 1985년 3월 11일~1985년 8월 25일  |
| 관선      | 25대   | 이상범                          | 1985년 8월 26일~1986년 3월 7일   |
| 관선      | 26대   | 김종성                          | 1986년 3월 8일~1988년 6월 8일    |
| 관선      | 27대   | 김용덕                          | 1988년 6월 9일~1989년 12월 26일  |
| 관선      | 28대   | 이상범                          | 1989년 12월 27일~1991년 1월 13일 |
| 관선      | 29대   | 김낙현                          | 1991년 1월 14일~1991년 12월 29일 |
| 관선      | 30대   | 박정순                          | 1991년 12월 30일~1993년 1월 17일 |
| 관선      | 31대   | 오권영                          | 1993년 1월 18일~1995년 3월 27일  |
| 민선      |        |                                 |                                  |
| 32대      | 변종석 | 1995년 7월 1일~1998년 6월 30일  |                                  |
| 33대      | 변종석 | 1998년 7월 1일~2001년 8월 14일  |                                  |
| 34대      | 오효진 | 2002년 7월 1일~2006년 3월 27일  |                                  |
| 35대      | 김재욱 | 2006년 7월 1일~2009년 12월 10일 |                                  |
| 36대      | 이종윤 | 2010년 7월 1일~2014년 6월 30일  |                                  |

## 같이 보기
- 청원군
- 청원군수 선거
- 청주시장